# Khipu
Khipu (španjolski Quipu) bio je sustav bilježenja podataka korišten na Andama u Južnoj Americi prije kontakta s Europom.  Khipu su se sastojali se od više užeta vune ljame ili alpake, odnosno pamuka, na kojima su podaci bili zabilježeni čvorovima.  Na kečuanskom jeziku "khipu" znači "čvor".

## Povijest
Najstariji arheološki nalazi khipua sežu do 3000 pr.n.e., što ga čini jednim od najstarijih sustava za bilježenje podataka.  Koristili su se u carstvu Inka, te poslije njegova pada pod španjolsko kolonijalno carstvo, do 1570-ih godina.

## Značenje
Tumačenja se razlikuju o tome predstavljaju li khipu pismo ili sustav mnemotehnike.  S jedne strane, kroničari poput Garcilasa de la Vege opisuju khipu kao složena mnemonička pomagala.  S druge strane, postoje izvješća o velikoj knjižnici u Cuzcu koja je sadržavala khipu zapise o 500 godina povijesti Inka.
Dešifriranje je otežano time što je sačuvano tek nekoliko stotina potpunih khipua.  Do sada su samo dešifrirani brojčani podaci, koji su slijedili pozicijski dekadski brojevni sustav, a prazno mjesto bez čvora označavalo je nulu.  Pri inventurama, posebna užeta koristila su se za zbrojeve, a različite boje užeta označavale su različita dobra.

## Ritualna uporaba
U nekim selima u Peruu khipu se koriste i danas, ali ne za bilježenje podataka već u ritualne svrhe.

## Vanjske poveznice
- Projekt baze podataka khipu  Arhivirana inačica izvorne stranice od 31. svibnja 2019. (Wayback Machine), sveučilište Harvard
- Khipu i kraljevski komentari Inka, Garcilaso de la Vega